# José Antonio Primo de Rivera
José Antonio Primo de Rivera y Sáenz de Heredia, første hertug af Primo de Rivera, tredje markis af Estella (født 20. april 1903, død 20. november 1936) var en spansk sagfører og politiker. Han var grundlægger af det spanske Falangist-parti. 

## Familie
José Antonio Primo de Rivera var søn af general Miguel Primo de Rivera, der var Spaniens premierminister og diktator fra 1923 til 1930. 

## Død
I marts 1936 blev han arresteret af det republikanske politi og sigtet for ulovlig våbenbesiddelse. Efter udbruddet af den spanske borgerkrig blev han dødsdømt. Henrettelsen fandt sted 20. november 1936 i Alicante. 
De spanske fascister har siden betragtet ham som en martyr. Hans dødsdag den 20, november var nærmest en national helligdag i de mange år, hvor Francisco Franco regerede Spanien. 